# Polygonia haroldi
Polygonia haroldi är en fjärilsart som beskrevs av Herman Dewitz 1877. Polygonia haroldi ingår i släktet Polygonia och familjen praktfjärilar. Inga underarter finns listade i Catalogue of Life.